# Ene Ergma
Ene Ergma (ur. 29 lutego 1944 w Rakvere) – estońska polityk i astronom, nauczyciel akademicki, dwukrotnie przewodnicząca Riigikogu trzech kadencji.

## Życiorys
Po ukończeniu szkoły średniej studiowała fizykę na Uniwersytecie w Tartu. W 1972 została kandydatem nauk w Instytucie Astronomii Uniwersytetu Moskiewskiego. W 1984 w Instytucie Badań Kosmicznych w Moskwie uzyskała stopień doktora fizyki i matematyki.
Zawodowo związana z Uniwersytetem w Tartu, w 1988 została na tej uczelni profesorem astrofizyki. W 1997 przyjęto ją do Estońskiej Akademii Nauk. W latach 1999–2004 była jej wiceprzewodniczącą. W pracy naukowej zajmowała się zjawiskami rozbłysku gamma i obiektami astronomicznymi (w tym białymi karłami i gwiazdami neutronowymi). Należy do licznych organizacji i stowarzyszeń naukowych.
W 2003 uzyskała mandat posłanki do Zgromadzenia Państwowego X kadencji z listy partii Res Publica. Do 2006 pełniła funkcję przewodniczącego parlamentu, później przez rok była jego wiceprzewodniczącą. W wyborach w 2007 uzyskała reelekcję z ramienia współtworzonego przez jej ugrupowanie stronnictwa Isamaa ja Res Publica Liit. Na skutek ustaleń koalicyjnych wybrano ją na przewodniczącą Riigikogu XI kadencji. W 2011 odnowiła mandat, pozostała również przewodniczącą parlamentu (XII kadencji), odwołano ją z tej funkcji w 2014.

## Odznaczenia

### Estońskie
- Order Gwiazdy Białej IV klasy (2001)[1]
- Order Herbu Państwowego II klasy (2008)[2]

### Zagraniczne
- Krzyż Wielki Orderu Infanta Henryka (Portugalia, 2003)[3]
- Krzyż Wielki Orderu Zasługi Republiki Włoskiej (Włochy, 2004)[4]
- Krzyż Komandorski z Gwiazdą Orderu Zasługi Rzeczypospolitej Polskiej (Polska, 2005)[5]
- Wielka Złota na Wstędze Odznaka Honorowa za Zasługi dla Republiki Austrii (2007)[6]
- Order Trzech Gwiazd II klasy (Łotwa, 2009)[7]

### Niepaństwowe
- Medal Rady Bałtyckiej (Rada Bałtycka, 2008)[8]